# تری‌ایزوبوتیل‌آلومینیم
تری‌ایزوبوتیل‌آلومینیم (به انگلیسی: Triisobutylaluminium) یک ترکیب شیمیایی است. شکل ظاهری این ترکیب، مایع بی‌رنگ است.